# بنفشه آبی چمنزار
 بنفشه آبی چمنزار(نام علمی: Viola sororia) نام یک گونه از سرده بنفشه است.